# Запис липа код дома (Жидиље)
Запис липа код дома (Жидиље) се налази на парцели чији је власник Општина Деспотовац.

## Локација
| Општина             | Деспотовац                                                                  |
| Катастарска општина | Жидиље                                                                      |
| Потес               | Село                                                                        |
| Координате          | 44° 03′ 26″ С; 21° 34′ 25″ И / 44.057299999999998° С; 21.573699999999999° И |
| Надморска висина    | 450m                                                                        |

## Карактеристике
Дендрометријске вредности утврђене на терену и сателитским снимцима:
| Стабло                     | Липа |
| Висина стабла              | m    |
| Обим дебла                 | m    |
| Пречник крошње             | 13m  |
| Пречник дебла              | m    |
| Висина дебла до прве гране | m    |

## База записа
Запис је у оквиру Викимедија пројекта "Запис - Свето дрво" заведен под редним бројем 0429.